# Rusuri
Rusuri är ett vattendrag i Burundi.   Det ligger i provinsen Bubanza, i den nordvästra delen av landet, 50 kilometer norr om huvudstaden Bujumbura.
Omgivningarna runt Rusuri är en mosaik av jordbruksmark och naturlig växtlighet. Runt Rusuri är det tätbefolkat, med 343 invånare per kvadratkilometer.